# سعید محمد جوهر
سعید محمد جوهر (عربی: سعيد محمد جوهر؛ ۲۲ اوت ۱۹۱۸ – ۲۲ فوریهٔ ۲۰۰۶) سیاست‌مدار اهل اتحاد قمر بود. وی دو بار از ۲۷ نوامبر ۱۹۸۹ تا ۲۹ سپتامبر ۱۹۹۵ و از ۲۶ ژانویه ۱۹۹۶ تا ۲۵ مارس ۱۹۹۶ رئیس‌جمهور این کشور بود.
سعید محمد جوهر در ۲۲ فوریه ۲۰۰۶، در سن ۸۷ سالگی درگذشت.